# El Gran Wyoming
José Miguel Monzón Navarro, més conegut pel seu nom artístic El Gran Wyoming, a vegades abreujat com a Gran Wyoming o Wyoming (Madrid, 15 de maig de 1955) és un humorista, presentador de televisió, actor, músic, escriptor, columnista i metge espanyol. És el presentador del programa de televisió El intermedio, emès a LaSexta.

## Biografia
Va néixer a Madrid en el si d'una família de farmacèutics d'origen aragonès. Llicenciat en Medicina, va abandonar la seva feina com a metge, que va exercir quan prestava el servei militar a la localitat de Buitrago del Lozoya, i també el de resident de medicina interna, per dedicar-se al món de l'espectacle.
Al principi de la seva carrera musical va tocar al costat del seu grup Paracelso i més endavant va representar espectacles comicomusicals al costat del pianista Ángel Muñoz Alonso, amb el sobrenom de Maestro Reverendo. També es va declarar fanàtic i admirador del còmic anglès «Alfie» Hill, conegut com a Benny Hill, gust que comparteix amb els seus amics i col·legues Santiago Segura i Álex de la Iglesia.
Ha estat presentador de diversos programes televisius, com a Silencio se juega (1981), de José María Fraguas, La noche se mueve (1992) i El peor programa de la semana (1993), dirigit per Fernando Trueba. Televisió Espanyola (TVE) va suspendre l'emissió d'El peor programa de la semana el mateix dia en què seria entrevistat l'escriptor català Quim Monzó, davant el temor que fes acudits ofensius sobre la monarquia espanyola. El programa s'emetia en directe, per tant, no es va poder fer. S'ha especulat molt sobre el contingut d'aquesta entrevista com a raó de la suspensió; no obstant això, el cert és que l'entrevista no es va arribar a realitzar. El 1996 Wyoming va tornar a la televisió, però aquesta vegada al canal privat Telecinco, presentant la versió espanyola del programa argentí Caiga quien caiga. Durant set temporades va ser un dels èxits de la cadena, guardonat amb una trentena de premis, com l'Ondas o el TP d'Or. Un dels pilars de Caiga quien caiga era la sàtira a la classe política en general i al govern de José María Aznar en particular. Segons afirma, això va tornar a costar-li el programa.
El 2004 va estrenar un nou programa en Televisió Espanyola, La azotea de Wyoming, que va acabar suposant un gran fracàs. Després de diversos canvis d'horari i quotes de pantalla que van arribar al 6%, TVE va decidir retirar La azotea de Wyoming de la seva graella.
Al maig de 2007 va estrenar a LaSexta el seu primer treball documental propi, El Severo me duele, un reportatge de denúncia sobre suposades irregularitats mèdiques a l'Hospital Severo Ochoa de Leganés.
Des de 2006 presenta en LaSexta el programa nocturn El intermedio, en el qual realitza comentaris satírics de l'actualitat diària. A més d'actuar en televisió, va escriure una columna en el diari Público del grup Mediapro, anomenada «Asuntos & Cuestiones». Va deixar de col·laborar per a Público a causa del tancament del mitjà per qüestions econòmiques.
El 2013 El Gran Wyoming va publicar un llibre titulat No estamos locos (Planeta) en el qual fa un repàs de la història d'Espanya, entre altres qüestions, del segle XX fins a arribar al XXI argumentant que els fets que ocorrien en el moment de la publicació, com la situació de crisi i altres qüestions, es devien al passat. El llibre irònic va superar les 100.000 còpies venudes. El mateix Wyoming va afirmar que amb el llibre tracta d'explicar «l'origen de per què estem atrapats en aquest terrible moment polític i ideològic», un llibre «que fa una burla crítica de diàlegs i situacions reals».

## Televisió

### Com a actor
- La mujer de tu vida: La mujer fría (1990), a TVE
- Los jinetes del alba (1990)
- La mujer de tu vida 2: La mujer duende (1992)
- Hermanos de leche (1995), a Antena 3
- Vivancos 3 (2002)
- Vientos de agua (2005), a Telecinco
- La muerte de Fran Carceles (2008)
- Vaya semanita[8] (Cameo) (2012), a ETB

### Com a presentador
- Silencio, se juega (1981), a TVE.
- Esto es lo que hay (1985), a TVE.
- En la cuerda floja (1985), a TVE.
- A media voz (1988-1989), a TVE.
- La noche se mueve (1992-1993), a Telemadrid.
- El peor programa de la semana (1993-1994), a TVE.
- Caiga Quien Caiga (1996-2002), a Telecinco.
- El club de la comedia (2004), a Antena 3.
- La azotea de Wyoming (2005), a TVE.
- El intermedio (2006-actualitat), a La Sexta.
- Buenafuente (capítol 692, 2009), a La Sexta.

### Com a director
- Me estoy quitando (1999), a Telecinco.
- En la calle (2007), a La Sexta.
- El Severo me duele (2007), a La Sexta.

### Com a guionista
- La mujer de tu vida 2: La mujer duende (1992), a TVE.

## Cinema

### Filmografia com a actor
- Torrente 5: Operación Eurovegas (2014)
- Torrente 4: Lethal Crisis (2011)
- Isi/Disi: Alto voltaje (2006)
- Isi/Disi: Amor a lo bestia (2004)
- El oro de Moscú (2003)
- Vivancos 3 o Vivancos III (Si gusta haremos las dos primeras) (2002)
- El florido pensil (2002)
- Buñuel y la mesa del rey Salomón (2001)
- Manolito Gafotas en ¡Mola ser jefe! (2001)
- Torrente 2: Misión en Marbella (2001)
- Muertos de risa (1999)
- Torrente, el brazo tonto de la ley (1998)
- Un día bajo el sol (En dag til i solen) (1998)
- Tengo una casa (1996)
- El día de la bestia (1995)
- Los peores años de nuestra vida (1994)
- Cómo ser infeliz y disfrutarlo (1994)
- ¡Oh, cielos! (1994)
- Pásala (1994)
- La marrana (1992)
- La reina anónima (1992)
- Quiero que sea él (1991)
- Tu novia está loca (1988)
- No hagas planes con Marga (1988)
- Esa cosa con plumas (1988)
- El juego más divertido (1988)
- La vida alegre (1987)
- Lulú de noche (1986)
- Sé infiel y no mires con quién (1985)
- Best Seller (1982)
- Ópera prima (1980)

### Filmografia com a guionista
- Quiero que sea él (1991)
- Historias de la puta mili (1994)

## Discografia
- Wyoming & Reverendo: Antología 1975-2000, 18 Chulos (2000).
- La perversión del lenguaje, Cosas que pasan, que no pasan y que deberían pasar(2009), en col·laboració amb El Chojin.

## Llibres
- 1990, Un vago, dos vagos, tres vagos. Temas de Hoy. ISBN 84-7880-885-X
- 1993, Te quiero personalmente. Anagrama. ISBN 8433914944
- 1997, Las aventuras del mapache. Alfaguara. ISBN 84-204-5700-0
- 2000, Janos, el niño que soñaba despierto. Agruparte. Colección de Cuentos Musicales «La mota de polvo» ISBN 978-84-95423-10-8
- 2013, No estamos locos. Planeta. ISBN 9788408118657
- 2014, No estamos solos. Planeta. ISBN 9788408131557
- 2016, ¡De rodillas, Monzón!. Planeta. ISBN 9788408154921

## Premis i nominacions

### Premis Ondas
| Any  | Categoria                          | Programa      | Resultat  |
| ---- | ---------------------------------- | ------------- | --------- |
| 2013 | Presentador                        | El intermedio | Guanyador |
| 2009 | Conducció de Programa d'Actualitat | El intermedio | Guanyador |

### Premis ATV
| Any  | Categoria                               | Programa          | Resultat  |
| ---- | --------------------------------------- | ----------------- | --------- |
| 2014 | Millor presentador de programes         | El intermedio     | Guanyador |
| 2013 | Comunicador de programa d'entreteniment | El intermedio     | Guanyador |
| 2012 | Comunicador de programa d'entreteniment | El intermedio     | Guanyador |
| 2009 | Conducció de programa d'entreteniment   | El intermedio     | Guanyador |
| 2007 | Conducció de programa d'entreteniment   | El intermedio     | Candidat  |
| 2002 | Comunicador de programa d'entreteniment | Caiga quien caiga | Guanyador |
| 2001 | Comunicador de programa d'entreteniment | Caiga quien caiga | Guanyador |
| 2000 | Comunicador de programa d'entreteniment | Caiga quien caiga | Guanyador |
| 1998 | Comunicador                             | Caiga quien caiga | Guanyador |

### TP d'Or
| Any  | Categoria                              | Programa      | Resultat |
| ---- | -------------------------------------- | ------------- | -------- |
| 2006 | Presentador de varietats i espectacles | El intermedio | Candidat |

### Micròfon d'or
| Any  | Categoria | Programa      | Resultat  |
| ---- | --------- | ------------- | --------- |
| 2008 | Televisió | El intermedio | Guanyador |